# Paavo Berglund
Paavo Allan Engelbert Berglund (ur. 14 kwietnia 1929 w Helsinkach, zm. 25 stycznia 2012 tamże) – fiński dyrygent.

## Życiorys
Jako dziecko uczył się gry na skrzypcach od dziadka. Studiował w Akademii Sibeliusa w Helsinkach oraz w Wiedniu i Salzburgu. W 1949 roku został skrzypkiem w orkiestrze opery radiowej w Helsinkach, następnie od 1952 roku dyrygował Helsińską Orkiestrą Kameralną. Od 1956 roku był zastępcą dyrygenta, a od 1962 roku głównym dyrygentem opery radiowej w Helsinkach. W latach 1972–1979 gościnnie dyrygował Bournemouth Symphony Orchestra. Od 1975 do 1979 roku dyrygował także Helsińską Orkiestrą Filharmoniczną. Od 1981 do 1985 roku był dyrygentem Scottish National Orchestra w Glasgow. W kolejnych latach dyrygował Szwedzką Królewską Orkiestrą Filharmoniczną w Sztokholmie (1987–1991) i Duńską Orkiestrą Królewską w Kopenhadze (1993–1998).
Zasłynął jako interpretator dzieł Jeana Sibeliusa i Dmitrija Szostakowicza. Dokonał nagrań płytowych wszystkich symfonii Sibeliusa, w tym pierwszego nagrania symfonii Kullervo (1971). Dyrygował lewą ręką.
Oficer Orderu Imperium Brytyjskiego (1977).